# سلوين فرناندس
سلوين فرناندس (بالإنجليزية: Selwyn Fernandes)‏ هو لاعب كرة قدم هندي في مركز الدفاع، ولد في 20 مارس 1980 في Chinchinim ‏ في الهند. شارك مع منتخب الهند لكرة القدم. أما مع النوادي، فقد لعب مع نادي إيست بنغال ونادي بونه ونادي تشرتشل براذرز ونادي ديمبو ونادي سالغاوكار ونادي مومباي لكرة القدم.

## وصلات خارجية
- سلوين فرناندس على موقع قاعدة بيانات كرة القدم.إي يو (الإنجليزية)
- سلوين فرناندس على موقع ناشيونال فوتبول تيمز (الإنجليزية)